# Велко Попадийски
Велко Апостолов, наречен Попадийски или Попадичанец, е български революционер, войвода на Вътрешната македоно-одринска революционна организация.

## Биография
Велко Апостолов е роден през 1877 или 1886 година във велешкото село Попадия, тогава в Османската империя, днес в Северна Македония. Влиза във ВМОРО и е четник при Стефан Димитров и Панчо Константинов. След Илинденско-Преображенското въстание от 1906 година е главен войвода във Велешко, поради липсата на районен войвода. Участва в сражението на Ножот в 1907 година. Загива в 1908 година в село Скачинци заедно с двама свои четници, предаден от сърбомани. Според Васил Балевски Велко Попадийски и Милан Змията са разкрити от турско заптие и убити след престрелка във Велес.